# Jawa Divišov
Jawa Divišov je český výrobce plochodrážních motocyklů sídlící v Divišově, působící původně pod značkou ESO, poté Jawa, JRM a znovu Jawa. Nástupnická společnost pokračuje v názvu jako Speedway Factory.

## Historie
U zrodu firmy stál motocyklový závodník Jaroslav Simandl, který v roce 1948 přestěhoval svoji firmu z pohraničí (Schmiedeberg/Kovářská) a založil v roce 1949 nástrojářskou dílnu v Divišově. Začal zde vyrábět náhradní díly na dlouhozdvihové motory anglické firmy JAP (J. A. Prestwich). Stal se tak prakticky hlavním dodavatelem pro všechny české plošináře, neboť politická situace vylučovala jakýkoliv import ze zemí západního bloku. V roce 1950 byla Nástrojárna Simandl znárodněna a byl také vyroben první motor S-45 (S=Simandl, 45 = výkon v koňských silách) vlastní konstrukce. Těchto motorů však bylo vyrobeno jen něco málo přes třicet, a přešlo se na výrobu krátkozdvihových motorů, typu konstrukce která se užívá do současnosti. Motory označované ESO S45 se v roce 1953 začaly montovat do rámů vlastní výroby, čímž byla zahájena výroba kompletních plochodrážních motocyklů ESO, typ DT-1. Šlo především o plochodrážní motocykly, ale také o motocykly na motokros (1954–1963) a silniční závody (1951–1958). V roce 1959 vznikl modernější motor pro typ ESO DT-5.
V lednu 1964 byla firma začleněna do koncernu Jawa Týnec nad Sázavou a motocykly byly poté vyráběny jen pod značkou Jawa. V tomto období byly z výrobního programu podniku Jawa, odštěpný závod Divišov vyřazeny silniční motocykly vč. motocyklů pro motokros a veškeré úsilí je věnováno výrobě a vývoji plochodrážních motocyklů. Divišovské stroje se díky své moderní koncepci záhy začaly prosazovat ve vrcholných plochodrážních šampionátech. Ve švédském Göteborgu Rus Plechanov startoval už v roce 1961 na stroji ESO na mistrovství světa na ploché dráze jednotlivců. První titul mistra světa získala Jawa v roce 1966 a od roku 1968 zůstal titul v jejích rukou na dlouhá léta. K titulům jednotlivců přibyly tituly mistrů světa družstev a dvojic. V následujících letech v podstatě vytlačila plochodrážní Jawa všechny ostatní značky ze světových závodních drah. Největší slávu prožila Jawa Divišov v období od konce šedesátých let, kdy vyráběla okolo deseti tisíc kusů ročně, například v roce 1969 startovalo všech šestnáct účastníků světového finále na ploché dráze jednotlivců na Jawách (typ 890). Tento plochodrážníkový typ 890 měl půllitrový vzduchem chlazený jednoválec OHV o objemu 497 cm3 (ø 88 x 81,7 mm), kompresní poměr 14 a výkon 36,8 kW (50 k) při 6600 ot/min. Rozvod OHV se nacházel na pravé straně, který poháněl obě vačky v motoru čelně ozubenými koly, obsluha zdvihadel byla provedena přes sklopnou páku v hlavě válce. Celý motor byl konstrukčně neobyčejně jednoduchý a i přes velký výkon a dynamický motor spolehlivý.

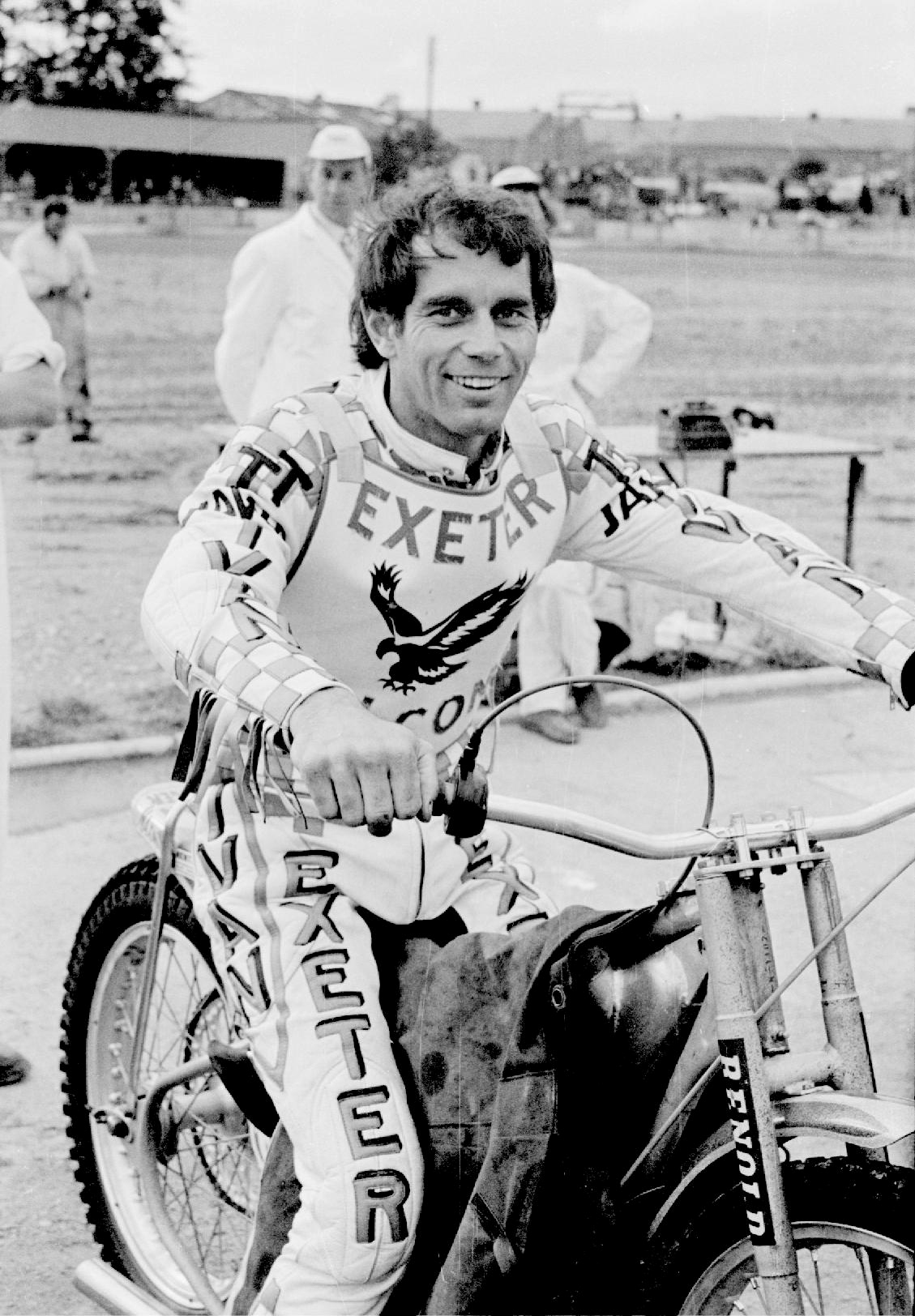
Tovární jezdec Jawy Ivan Mauger

Prvním továrním jezdcem se stal slavný Švéd Ove Fundin. Ten však měl svérázný přístup, protože kvalifikace absolvoval na strojích Jawa, avšak ve světovém finále dával přednost anglickému stroji JAP. Světovou korunu tak Jawě vybojovali až jeho následovníci - v šedesátých letech Barry Brigs a začátkem sedmdesátých a osmdesátých let Ivan Mauger z Nového Zélandu resp. Dán Ole Olsen. V prvé polovině 70. let se začaly nově vyvinuté, čtyřventilové Jawy objevovat na ledových plochých drahách. Při Mistrovství světa jednotlivců na ledové ploché dráze získaly Jawy tituly mistrů světa ve švédském Nassjö díky Antonínu Švábovi (1970) a Milanu Špinkovi (1974).
V prvé polovině 70. let začaly dvouventilové Jawy ztrácet krok ve srovnání se čtyřventilovými stroji Weslake anglické provenience. Logickou odpovědí z Divišova se stal typ 894 s rozvodem 2x OHC a čtyřmi ventily v hlavě zcela nové koncepce. Základní typy plochodrážních motocyklů byly od roku 1982 typ 894-3 pro krátkou dráhu, 895-3 pro dlouhou dráhu a 891-6 pro ledovou plochou dráhu. Tyto motocykly byly vybaveny vzduchem chlazenými čtyřtaktními jednoválcovými motory s rozvodem 2x OHC. Zdvihový objem válce 493 cm3 byl dán vrtáním 85 mm a zdvihem 87 mm. Podle určení dosahovaly při kompresním poměru 13,5 výkonu 39,5-46,5 kW. Pohonným palivem byl metanol (methyl-alkohol). V roce 1984 se začala vyrábět nová modelová řada s rozvodem 1x OHC, typ 897 pro krátkou (speedway), 896 pro dlouhou a 893 pro ledovou dráhu. Motor typu 897 měl výkon 44 kW (60 k) při 8 800 ot/min. Motocykly pro dlouhou dráhu měly ještě vyšší výkon 48 kW (65 k) při 9000 ot/min, dále měly zadní kolo odpružené jednotkami z motokrosu ČZ a jejích přední vidlice byla vybavena olejovým tlumičem. Koncem 80. let prošla řada plochodrážních motocyklů Jawa další modernizací, jejímž výsledkem se staly modely 898 pro krátkou a 899 pro dlouhou trať. Mnoha zlepšení se dostalo též ledovému typu 893, z nichž nejzásadnější byla realizace odpruženého rámu.
Po revoluci se podnik osamostatnil a 29. března 1991 se stal akciovou společností. Poté JAWA Divišov a.s. vyráběla motocykly s vlastními motory na krátkou dráhu (typ 871), dlouhou dráhu (typ 875), ledovou plochou dráhu (typ 866) a pro mladší závodníky (Junior 125).
Po roce 1994 se využívala značka JRM (Jawa Racing Motors), protože nedošlo k dohodě s týneckou Jawou o využívání ochranné známky Jawa. Tovární tým jezdců se značně rozšířil a v letech 1995-2005 získal nebývalou medailovou žeň z mistrovství světa jednotlivců. Především to byli Hans Nielsen (MS 1995), Tony Rickardsson (MS 1998-9, 2001-2 a 2005) a Lukáš Dryml (MS juniorů 2002). Na vývoz směřovalo na přelomu století 92 procent produkce, především na Nový Zéland, do Austrálie, USA, Británie, Francie, Dánska, Německa, Polska, Skandinávie a Ruska. Po roce 2010 se vyráběly stojaté čtyřventilové jednoválcové motory s rozvodem OHC typově označené jako JRM 875 (dlouhá), 886 a 889 (krátká) měly zdvihový objem 494 cm3 (ø 87 x 85 mm) při kompresním poměru 13,2. Trubkové rámy byly svařovány chrom-molybdenových Cr-Mo ocelí Poldi s kyvnou přední vidlicí a pevným uložením osy zadního kola. Rozvory kol byly dle typu 1525 mm (886), 1330 mm (889) a 2110 mm (875).
Podniku se však od počátku 21. století dařilo stále méně. Rozkvět společnosti byl přibrzděn i aférou předsedy představenstva JAWA Divišov a.s. (1994-2017) Evžena Erbana, když byl v roce 2003 nařčen z neoprávněného prodeje plochodrážních motocyklů, aby se na úkor firmy obohatil. Z původních 130 zaměstnanců jich v roce 2012 zůstalo pod 50. Krajský soud v Praze v říjnu 2012 rozhodl o úpadku výrobce plochodrážních motocyklů Jawa Divišov a vyhlásil na návrh konkursního správce a firemního vedení úpadek společnosti. Bývalý generální ředitel a místopředseda představenstva Jiří Semela, který divišovskou Jawu vedl od privatizace až do 9. srpna 2001, považoval za největší chybu managementu zanedbání technického vývoje. Postupně se rozpadl konstrukční tým. Na divišovských motorkách tak už tehdy jezdili v podstatě jen junioři, ale plochodrážní svět přesedlal na italskou značku GM. Potíže skončily dražbou, která se uskutečnila 9. dubna 2013. Podnik byl vydražen pražskou společností D-ANA. V roce 2014 Jawa v Divišově začala znovu vyrábět. Vydražený podnik Jawa Divišov a.s. bez majetku zanikl až výmazem z obchodního rejstříku 19. dubna 2017.
Od roku 2013, po souhlasu týnecké Jawy resp. majitele ochranné známky, kterým je Jihostroj a.s., Velešín, znovu začal divišovský podnik používat ochrannou známku Jawa. V roce 2015 byl podnik přejmenován na JRM Speedway Factory s.r.o. a od roku 2019 na JAWA Factory s.r.o. V lednu 2019 byl podnik odkoupen ostravskou firmou Hagemann, a.s. Nyní se podnik zabývá výrobou a dodávkami komponentů, náhradních dílů a zakázkovou výrobou speciálních soutěžních plochodrážních motocyklů. Podle oficiální stránky jde o jediného výrobce na světě vyrábějící takovéto kompletní motocykly, tedy rámy i motory. Od 26. května 2023 společnost změnila název na Speedway Factory s.r.o. a na svých stránkách akcentuje svůj historický název ESO.

## Galerie

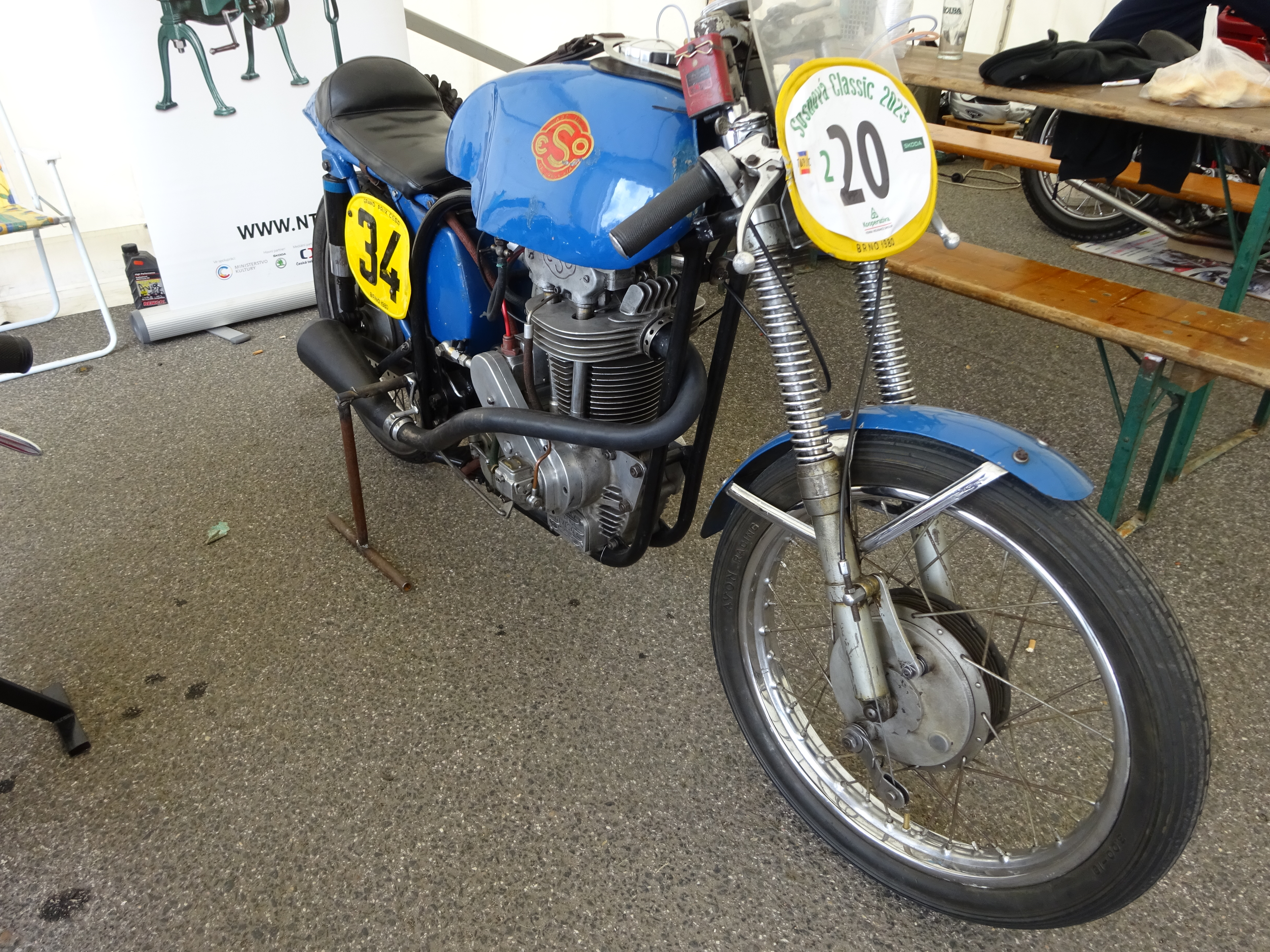
ESO 500 OHV (1950) na Sosnová Classic
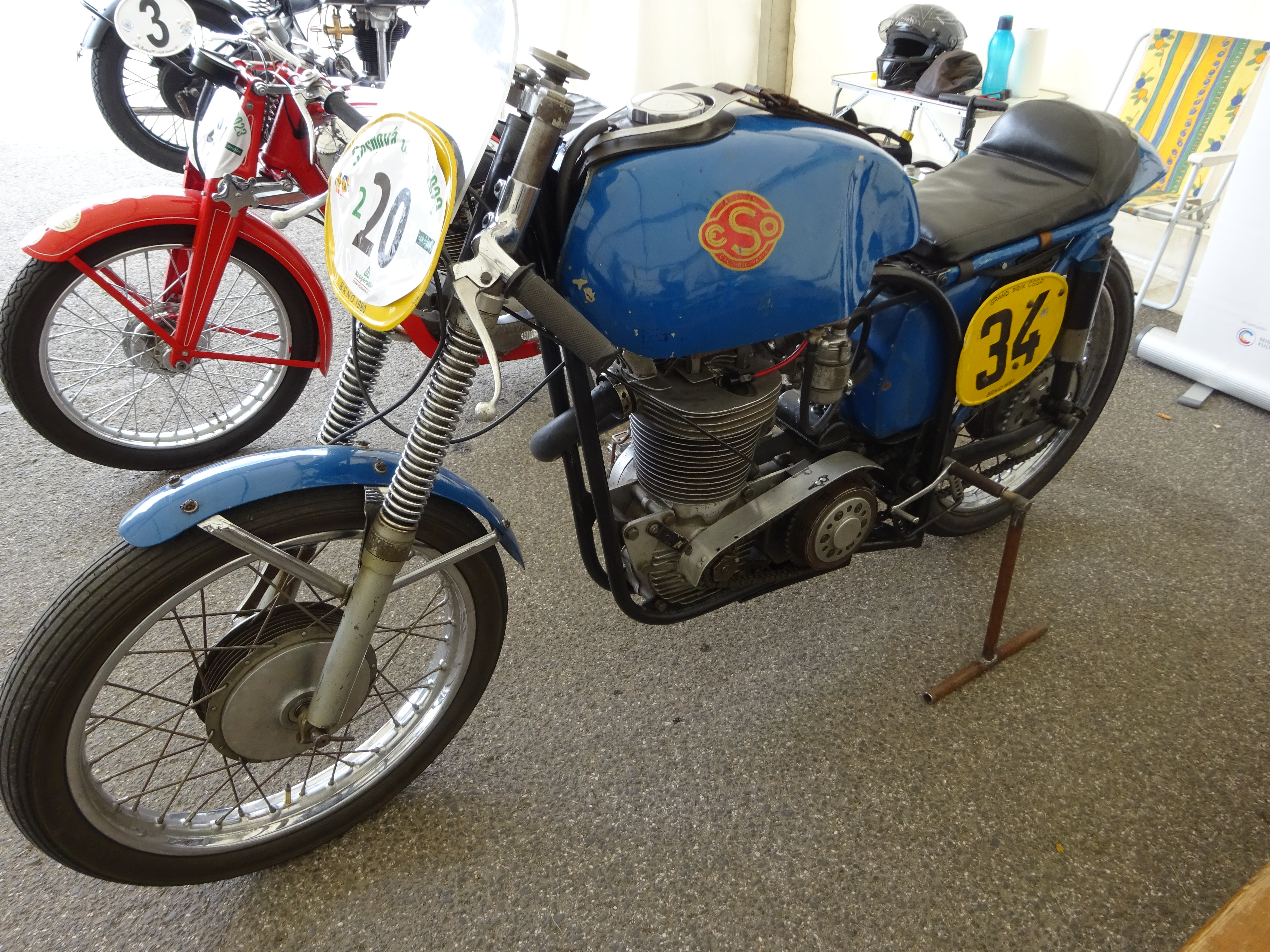
ESO 500 OHV (1950) na Sosnová Classic 2023
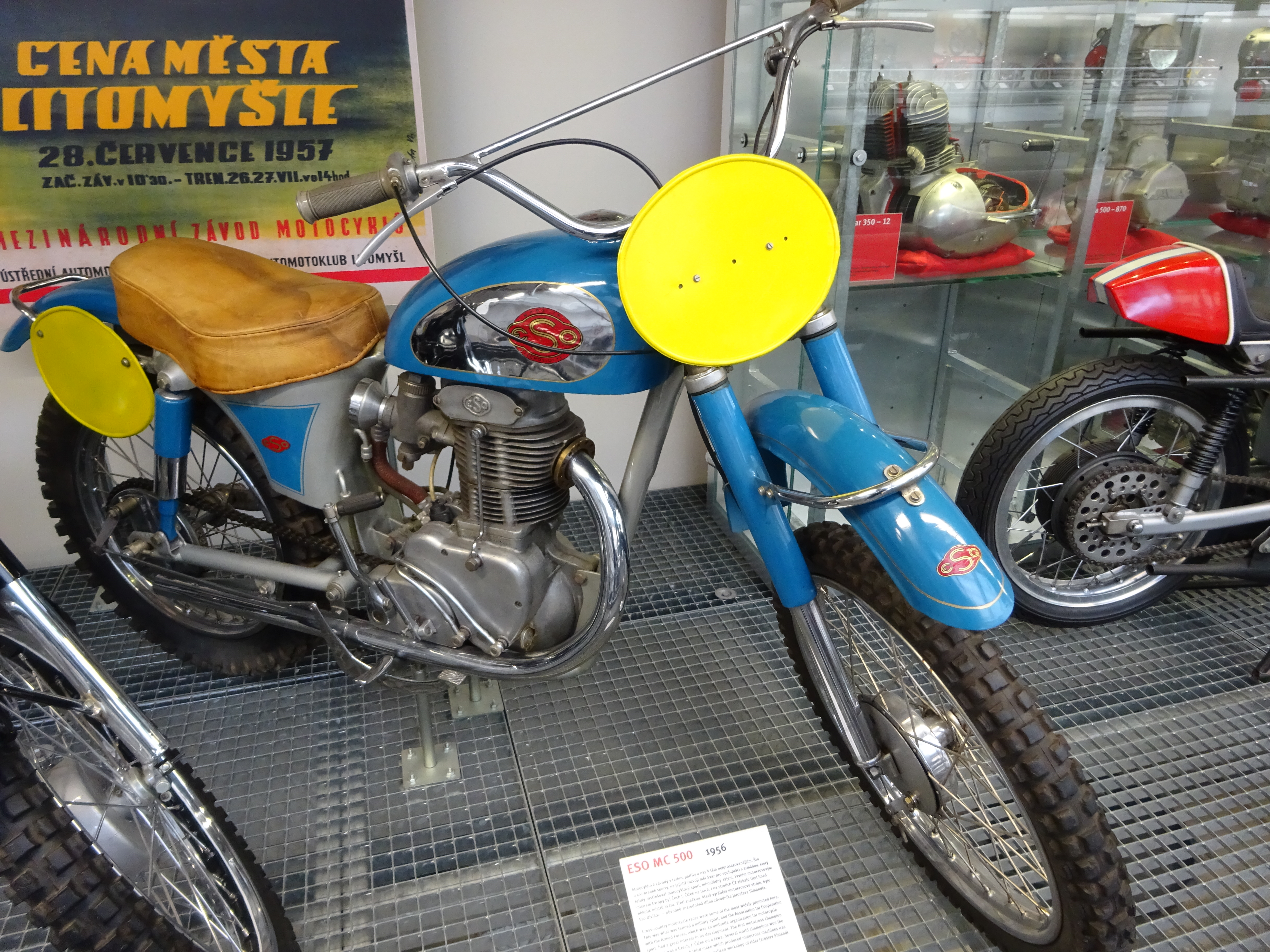
Terénní motocykl ESO MC 500 (1956) v NTM 2023
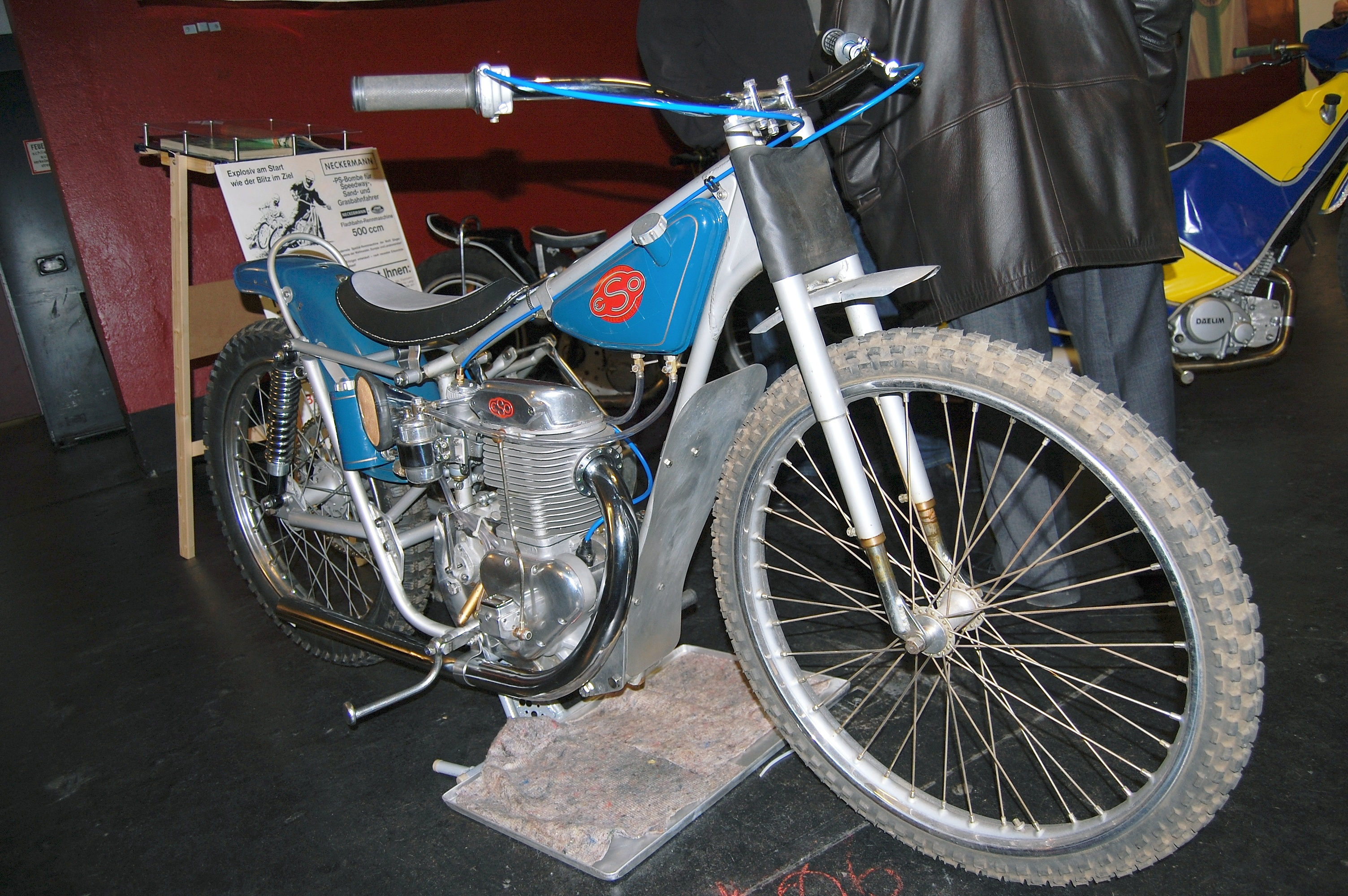
Plochodrážní motocykl ESO 500cc (50. léta)
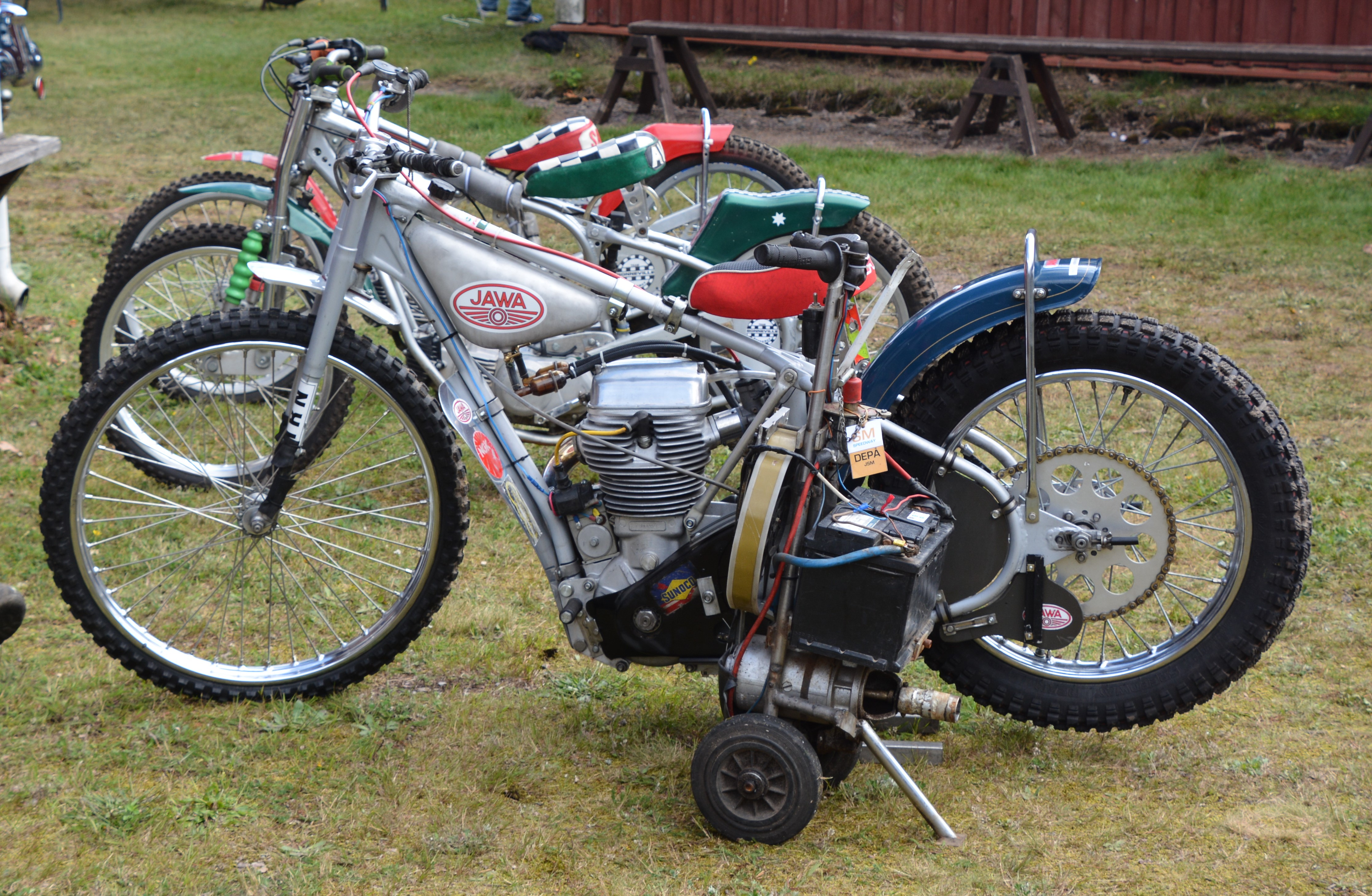
Jawa Speedway, muzeum ve Švédsku
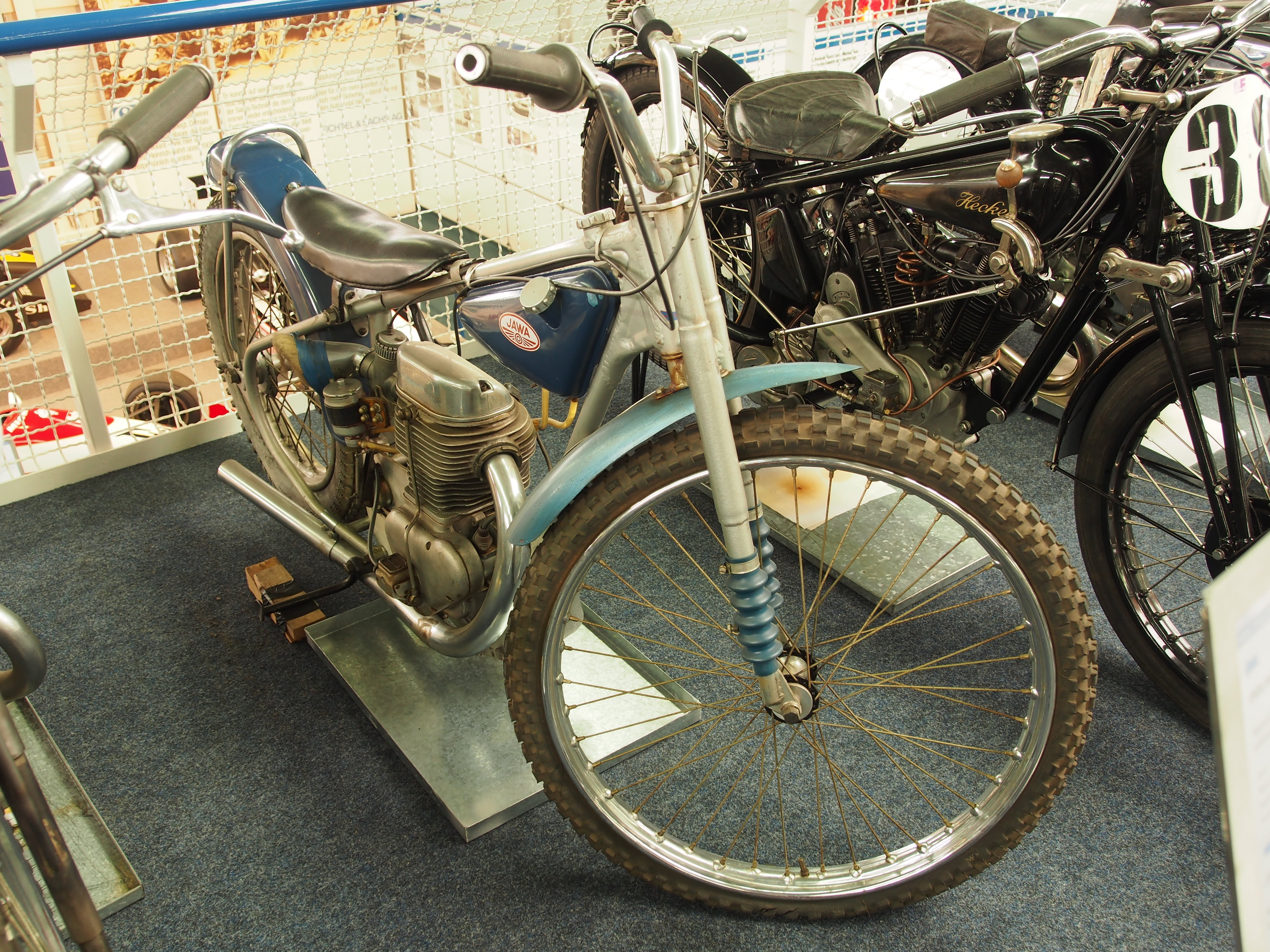
Jawa Speedway 500/890, muzeum v Hockenheimu
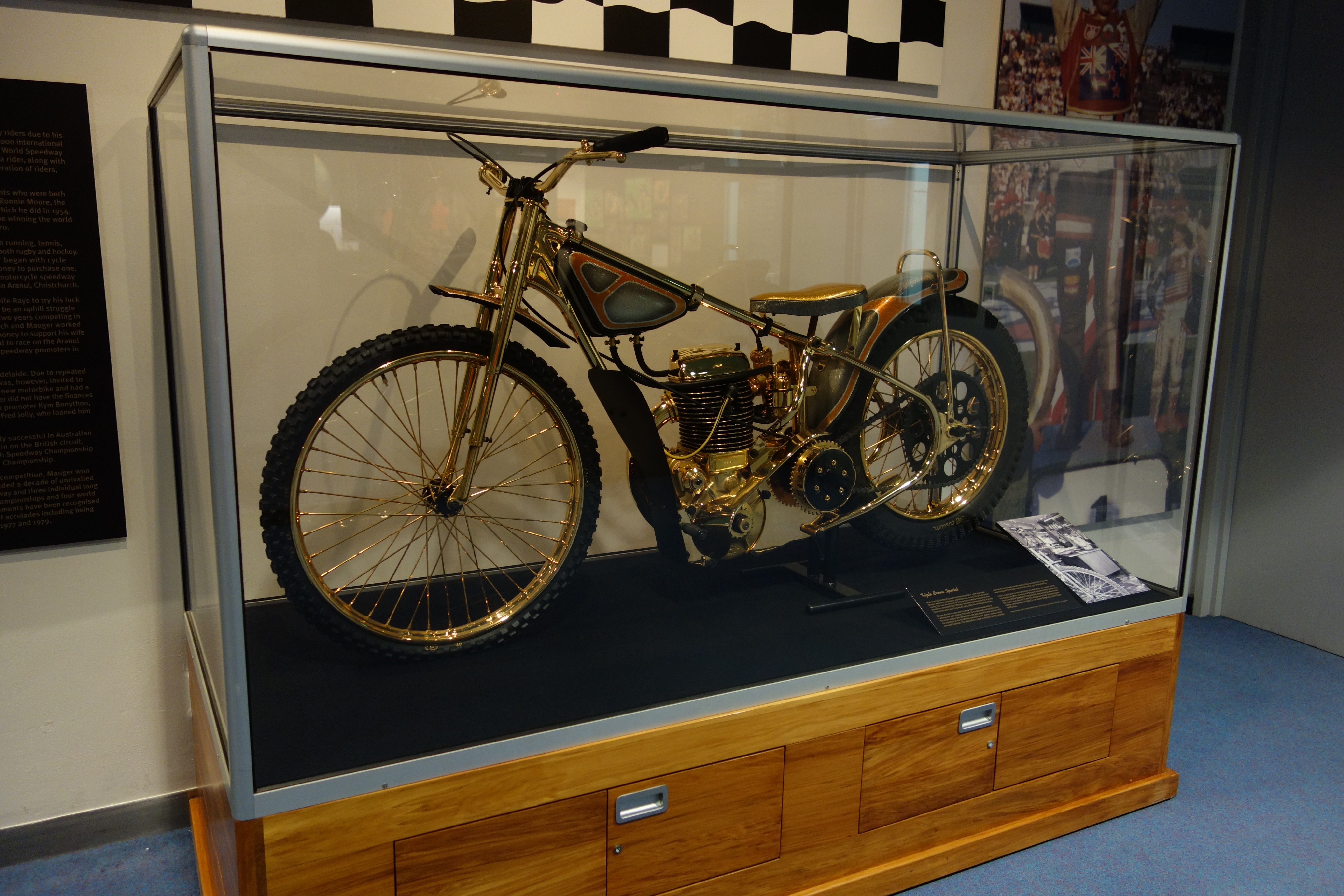
Jawa 500cc Triple Crown Special, muzeum v Canterbury
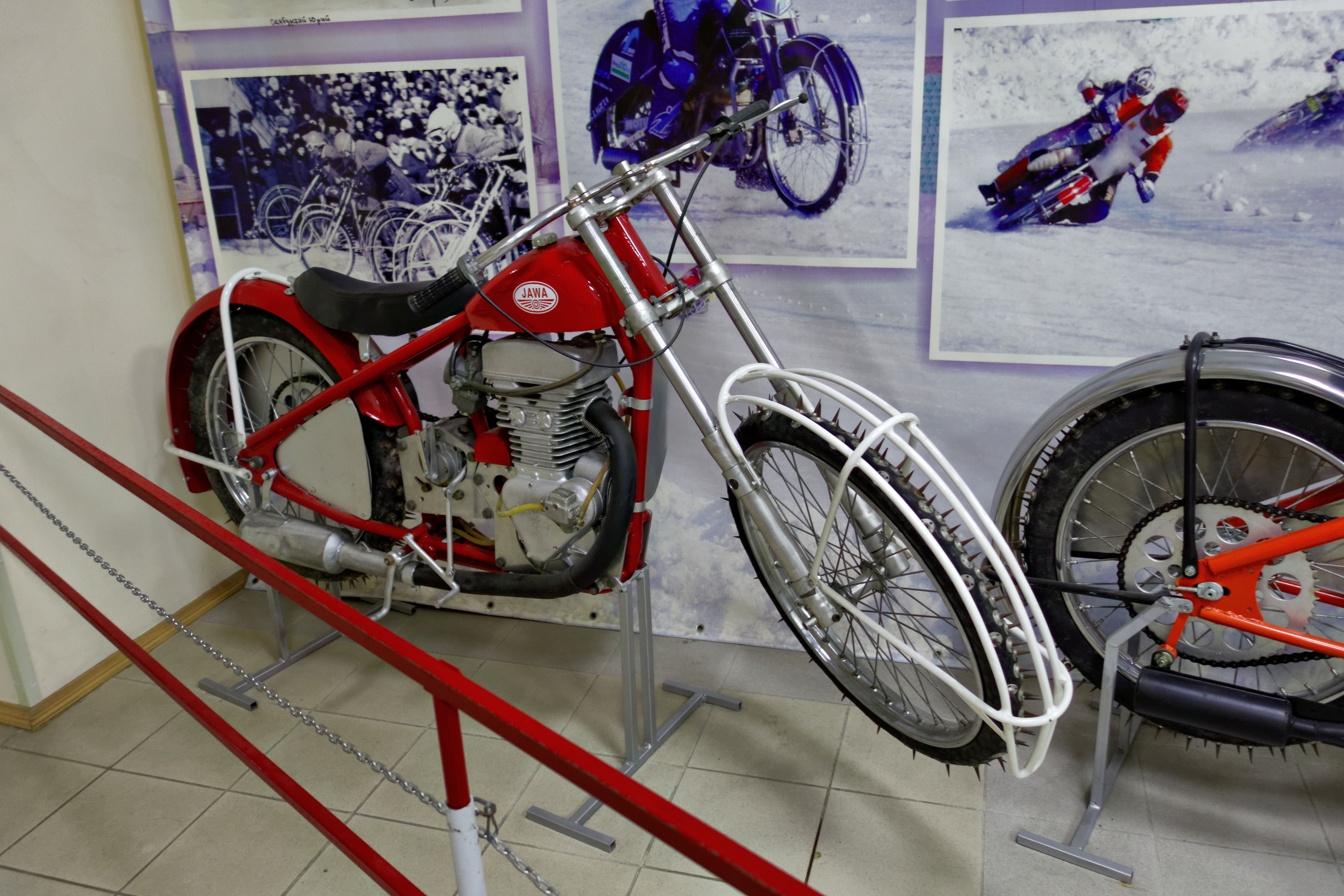
JAWA pro ledovou plochou dráhu, muzeum ve Vladivostoku
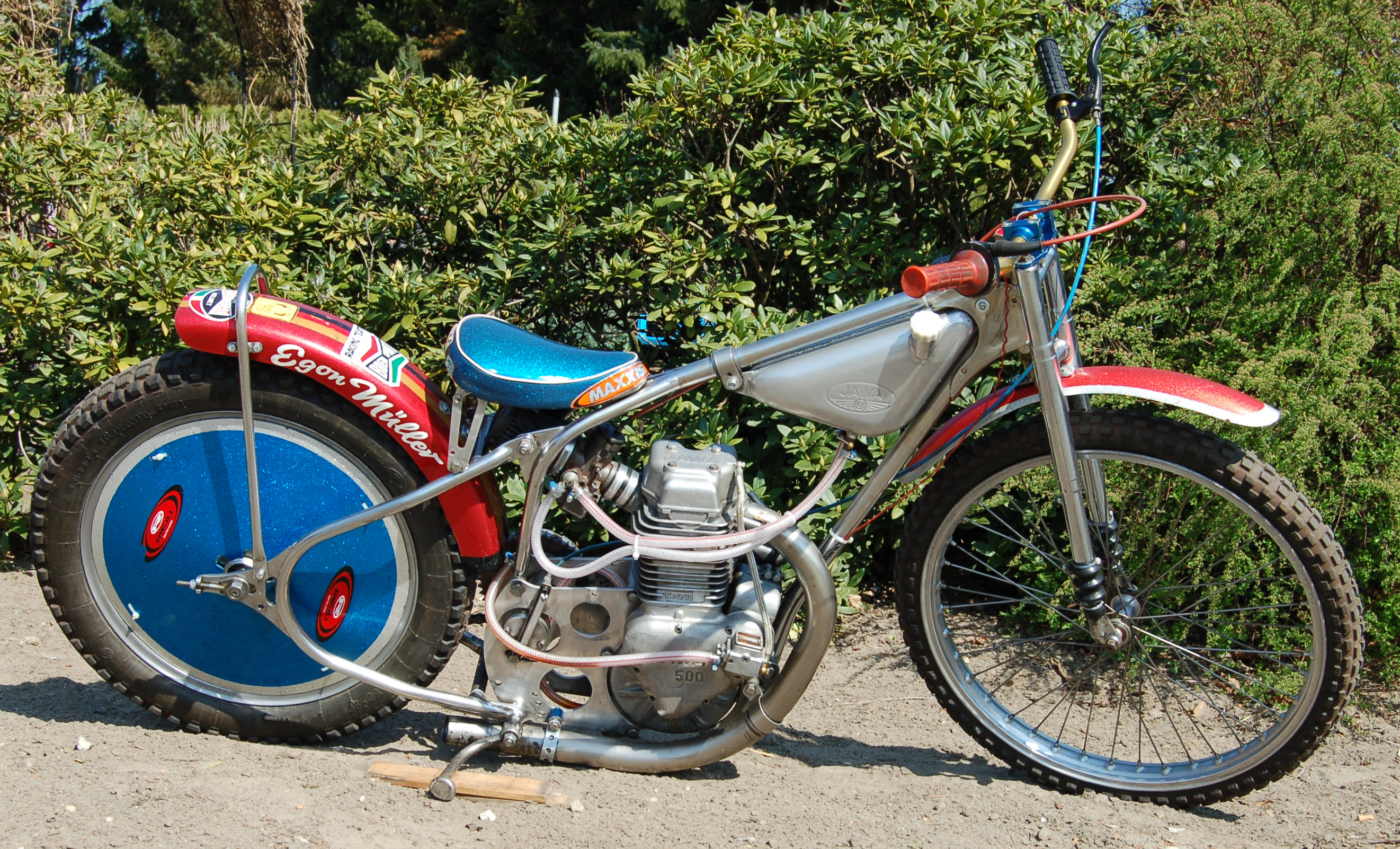
Jawa Speedway 500cc, dvouventilový čtyřtakt
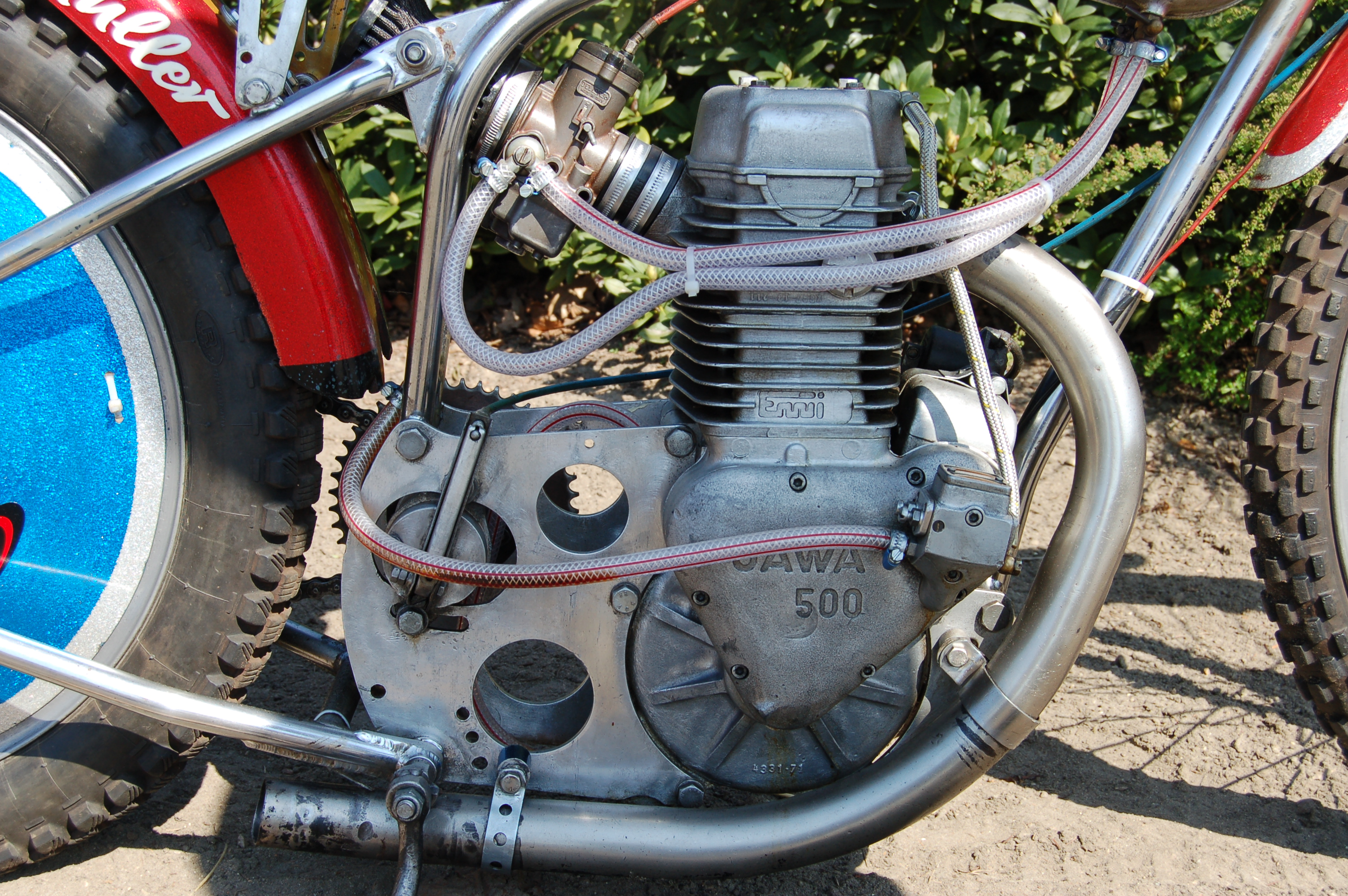
Jawa Speedway 500cc, dvouventilový čtyřtakt, detail motoru
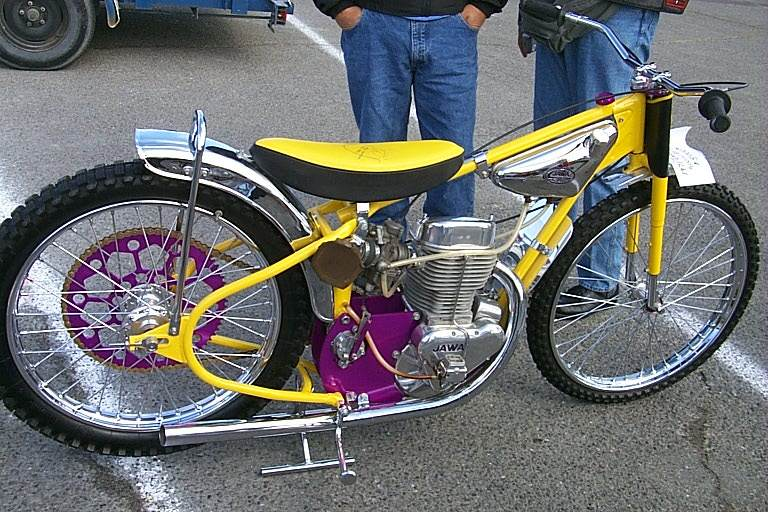
Jawa Speedway (70. léta)
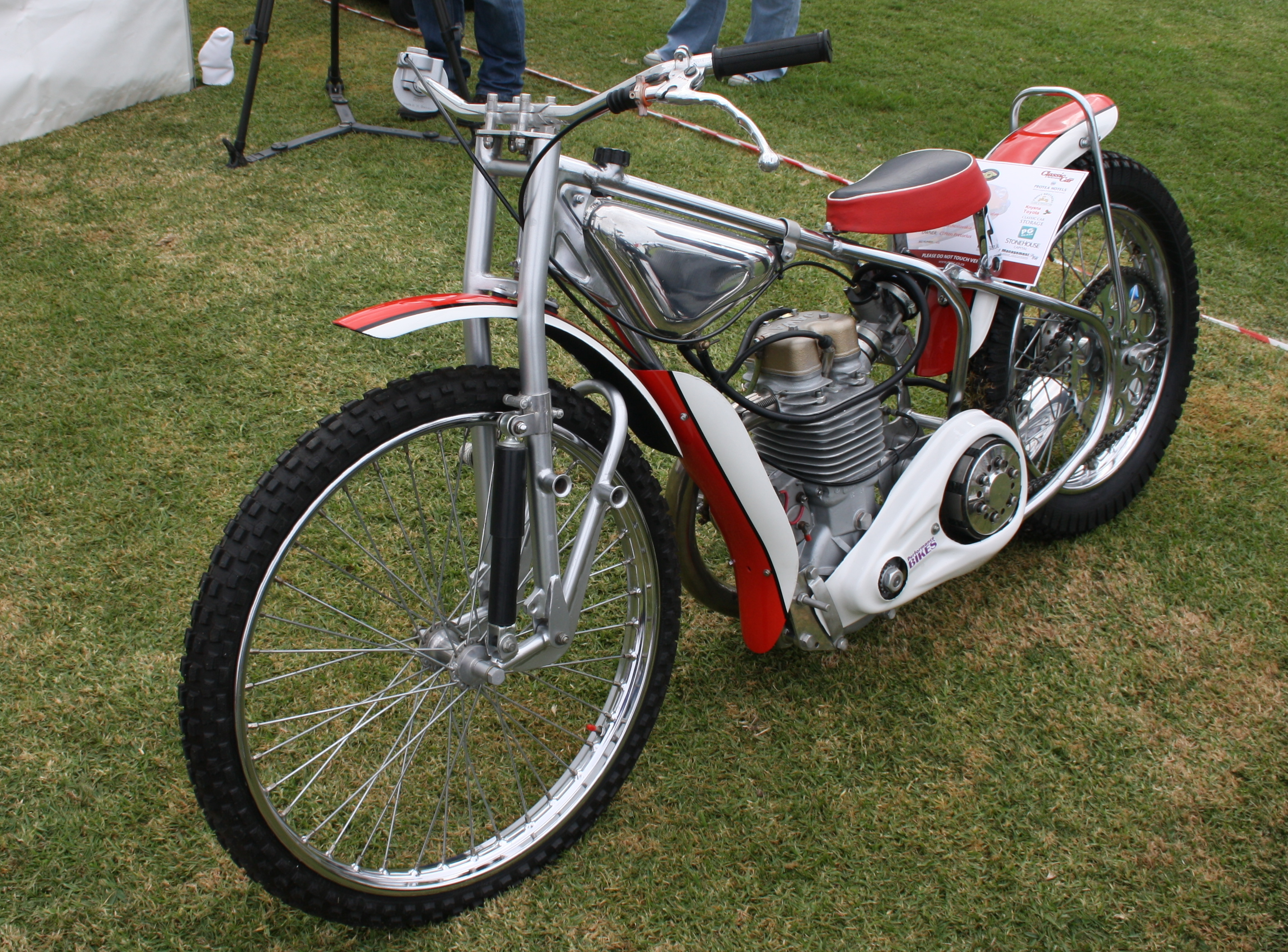
Jawa Speedway 500cc 4-valve (1981)
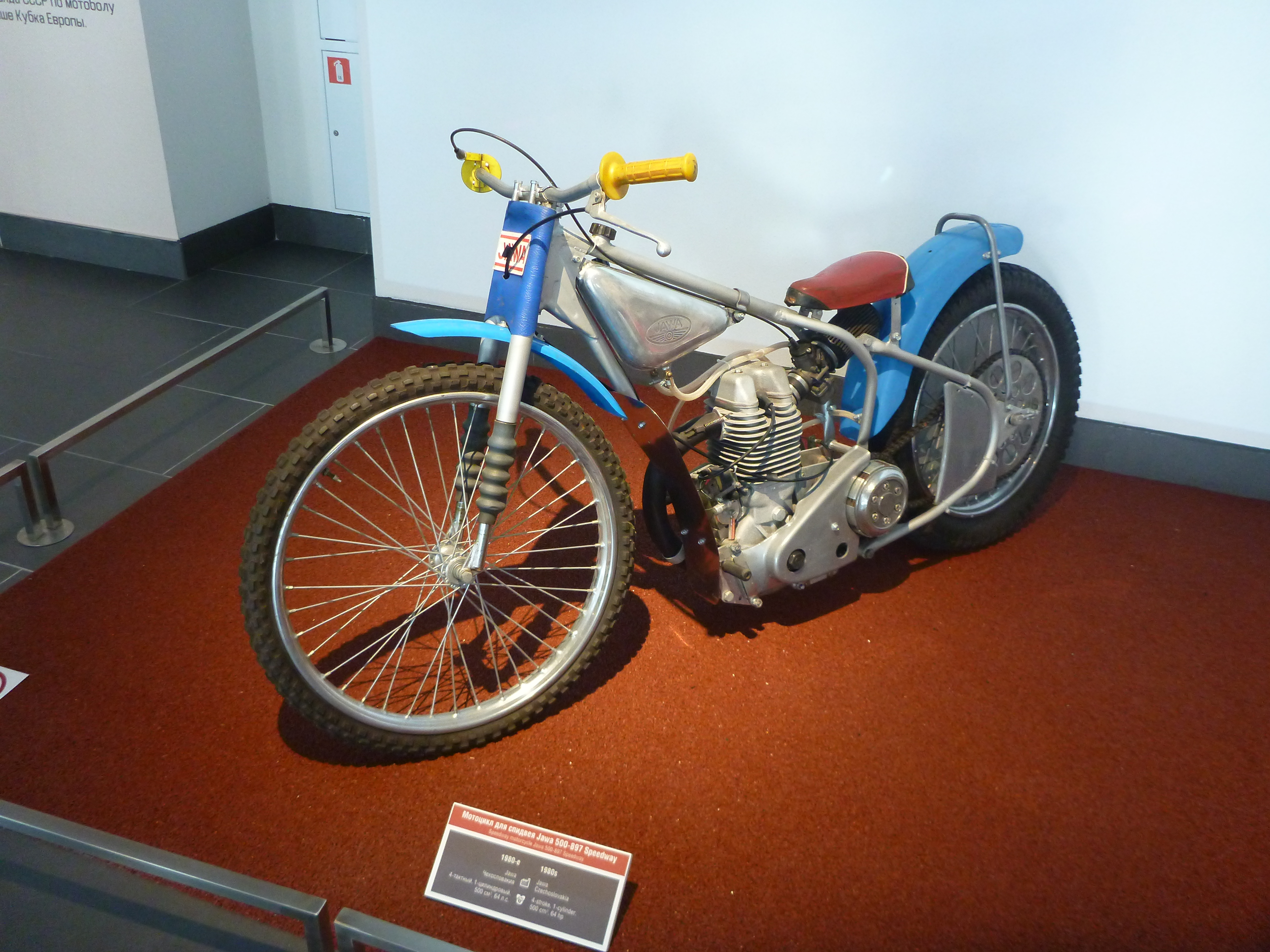
Jawa Speedway 500/897 (od 1984)